# Jon Voight
Jonathan Vincent „Jon“ Voight (* 29. prosince 1938 Yonkers, New York) je americký herec, držitel Oscara za nejlepší herecký výkon ve filmu Návrat domů z roku 1978. Již v roce 1969 zaujal hned svým čtvrtým snímkem, kdy získal titulní roli v oscarovém snímku Půlnoční kovboj.

## Život
Jonathan Vincent Voight se narodil 29. prosince 1938 v Yonkers ve státě New York. Jeho matkou byla Barbara, rozená Kamp (1910–1995) a otcem Elmer Voight, původním slovenským jménem Elemír Vojtka (1909–1973), profesionální hráč golfu. Má dva bratry, Barryho Voighta, bývalého vulkanologa na státní univerzitě v Pensylvánii a Jamese Wesley Voighta, známého jako Chip Taylor, zpěváka a skladatele; autora skladeb "Wild Thing" a "Angel of the Morning". Jon se v roce 1971 podruhé oženil. Jeho druhou manželkou byla Marcheline, rozená Bertrand (1950–2007). Narodil se jim syn James Haven Voight (*1973) a dcera Angelina Jolie Voight (*1975). Manželství bylo rozvedeno v roce 1978. Z otcovy strany má Voight slovenské předky, zatímco z matčiny německé. Politický aktivista Joseph P. Kamp byl z matičny strany jeho prastrýcem. Voight je dlouhodobým podoprovatelem Donalda Trumpa, na jehož setkáních také vystoupil.

## Kariéra
Voight začal svou kariéru v roce 1961 v divadelní revui O Oysters. V témže roce si zahrál v představení The Sound of Music. Svou divadelní kariéru uzavřel účinkováním v inscenaci A View from the Bridge Arthura Millera v roce 1965. V průběhu šedesátých let 20. století si zahrál v mnoha televizních seriálech a inscenacích, jako Naked City, Gunsmoke nebo Twelve O'Clock High. První filmová role přišla v roce 1967, kdy si zahrál ve filmu Phillipa Kaufmana Fearless Frank. Zásadní rolí jeho kariéry byl Joe Buck, naivní prostitut přicházející do džungle New Yorku z amerického venkova. Za roli ve filmu Johna Schlesingera byl společně s Dustinem Hoffmanem nominován na Oscara za hlavní roli.
V 70. letech byl již obsazován do zajímavých filmů a projektů, jako je Hlava 22 (1970), Vysvobození (Deliverance, 1972), Krycí název Oděsa (1974) nebo Návrat domů (1978). Za roli v posledně uvedeném filmu Hala Ashbyho získal cenu na festivalu v Cannes. V 80. letech se částečně stáhl do ústraní, mezi významné role patřila zejména role ve filmu Splašený vlak. V 90. letech si poprvé zahrál v televizním filmu, a to ve snímku Černobyl o havárii v černobylské elektrárně. Poté následovala série dramat, akčních filmů i filmů pro mladé diváky (Nelitostný souboj, Anakonda, Lara Croft, Zoolander, Tropická bouře).
I v pozdním věku si Voight věnuje herectví – v roce 2024 budou uvedeny dva filmy, ve kterých si zahrál, sci-fi Megalopolis Francise Forda Coppoly a životopisný snímek Reagan Seana McNamary.

## Filmografie
- 1970: Hlava 22
- 1972:Vysvobození (Deliverance)
- 1974: Krycí název Oděsa
- 1974: Conrack
- 1978: Návrat domů
- 1979: Šampión
- 1982: Looking to Get Out
- 1985: Splašený vlak
- 1990: Věčnost
- 1991: Černobyl (TV film)
- 1995: Nelítostný souboj
- 1996: Mission: Impossible
- 1997: Anakonda
- 1997: Vítejte v Rosewood
- 1997: U-turn
- 1997: Vyvolávač deště
- 1998: Nepřítel státu
- 1998: Generál
- 1999: Flanderský pes
- 2001: Zoolander
- 2002: Lara Croft – Tomb Rider
- 2003: Díry
- 2004: Mandžuský kandidát
- 2004: Lovci pokladů
- 2006: Cesta za vítězstvím
- 2007: Transformers
- 2007: Krvavý úsvit
- 2008: Lovci pokladů: kniha tajemství
- 2008: Tropická bouře
- 2012: Final Cut – Dámy a pánové
- 2016: Fantastická zvířata a kde je najít
- 2018: Králové divočiny
- 2023: Mercy
- 2024: Megalopolis
- 2024: Reagan

## Zajímavosti
- Voight byl uvažován do role ve Spielbergově filmu Čelisti, nakonec byl vybrán Richard Dreyfuss[11]

## Galerie

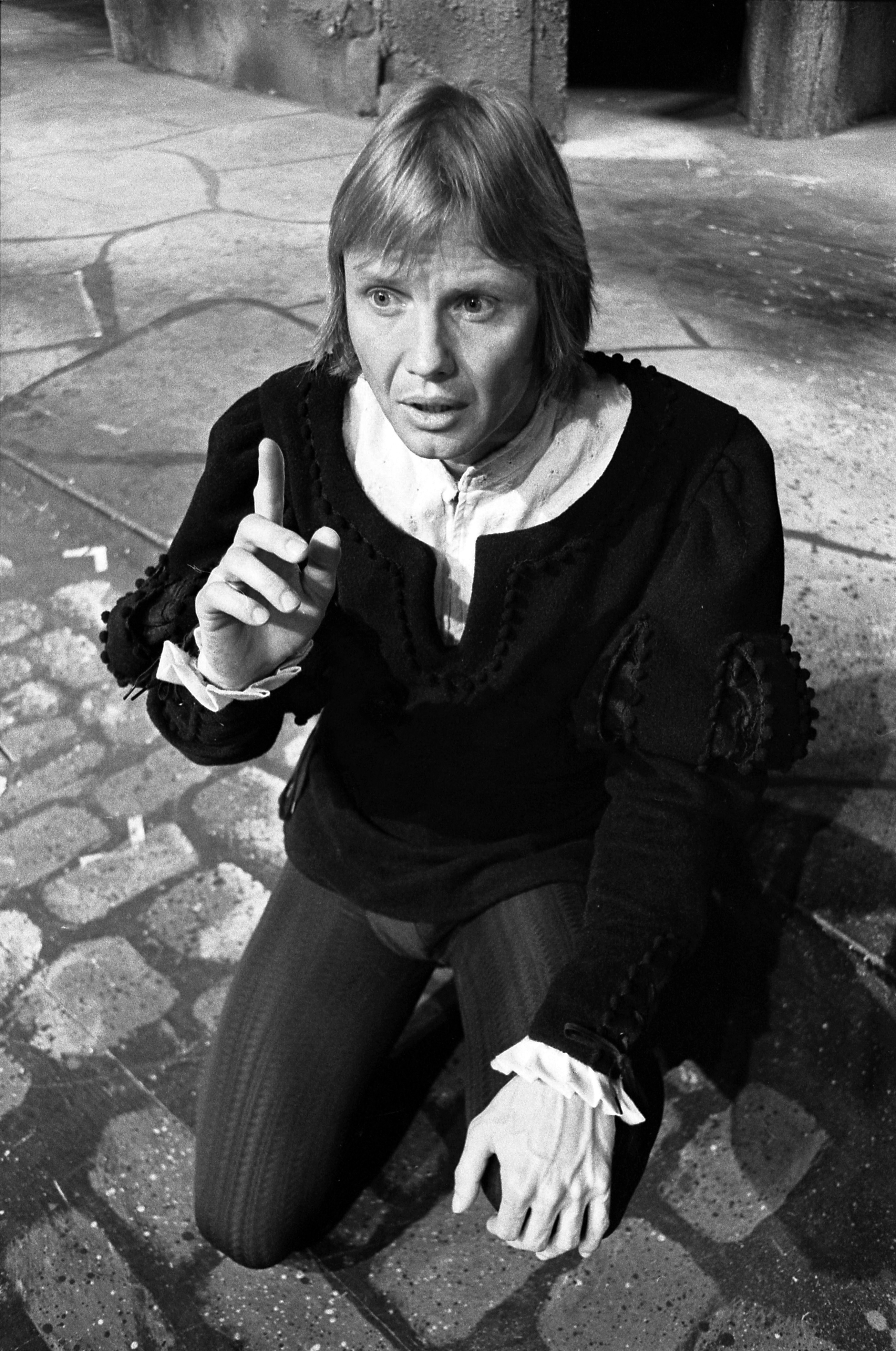
Jon Voight jako Hamlet (1976)
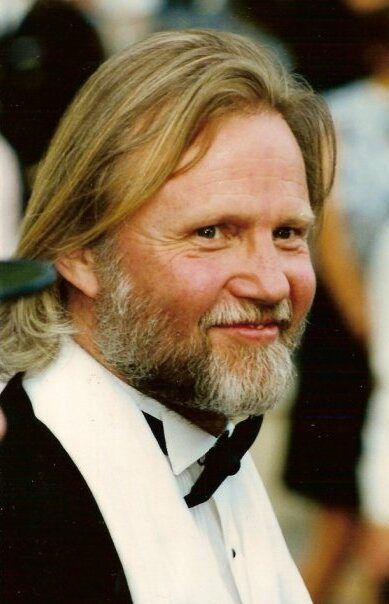
Jon Voight v roce 1993 v Cannes
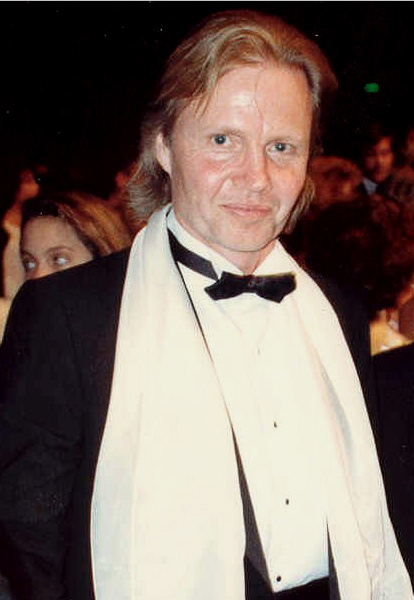
Voight v roce 1988
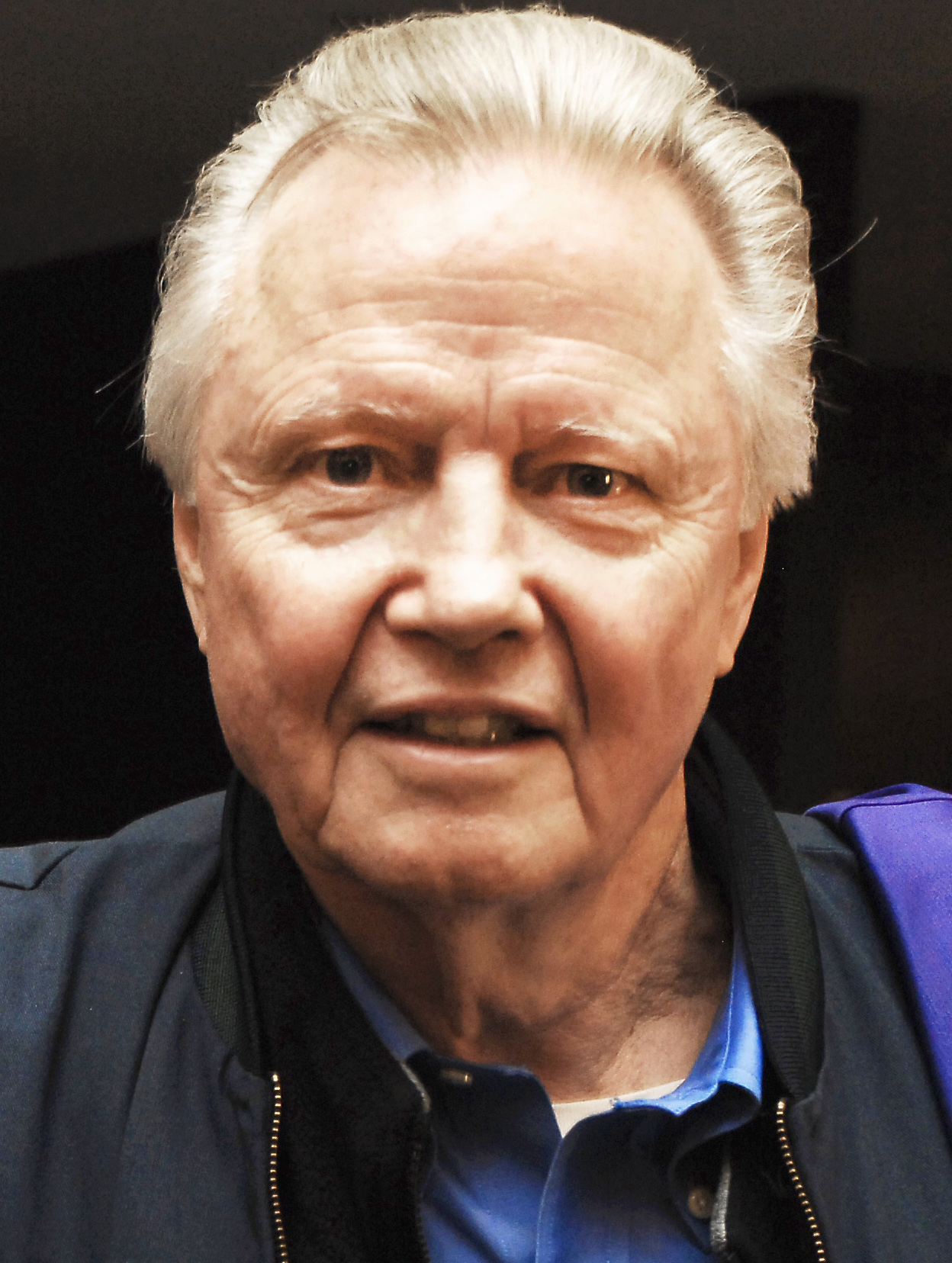
V roce 2012
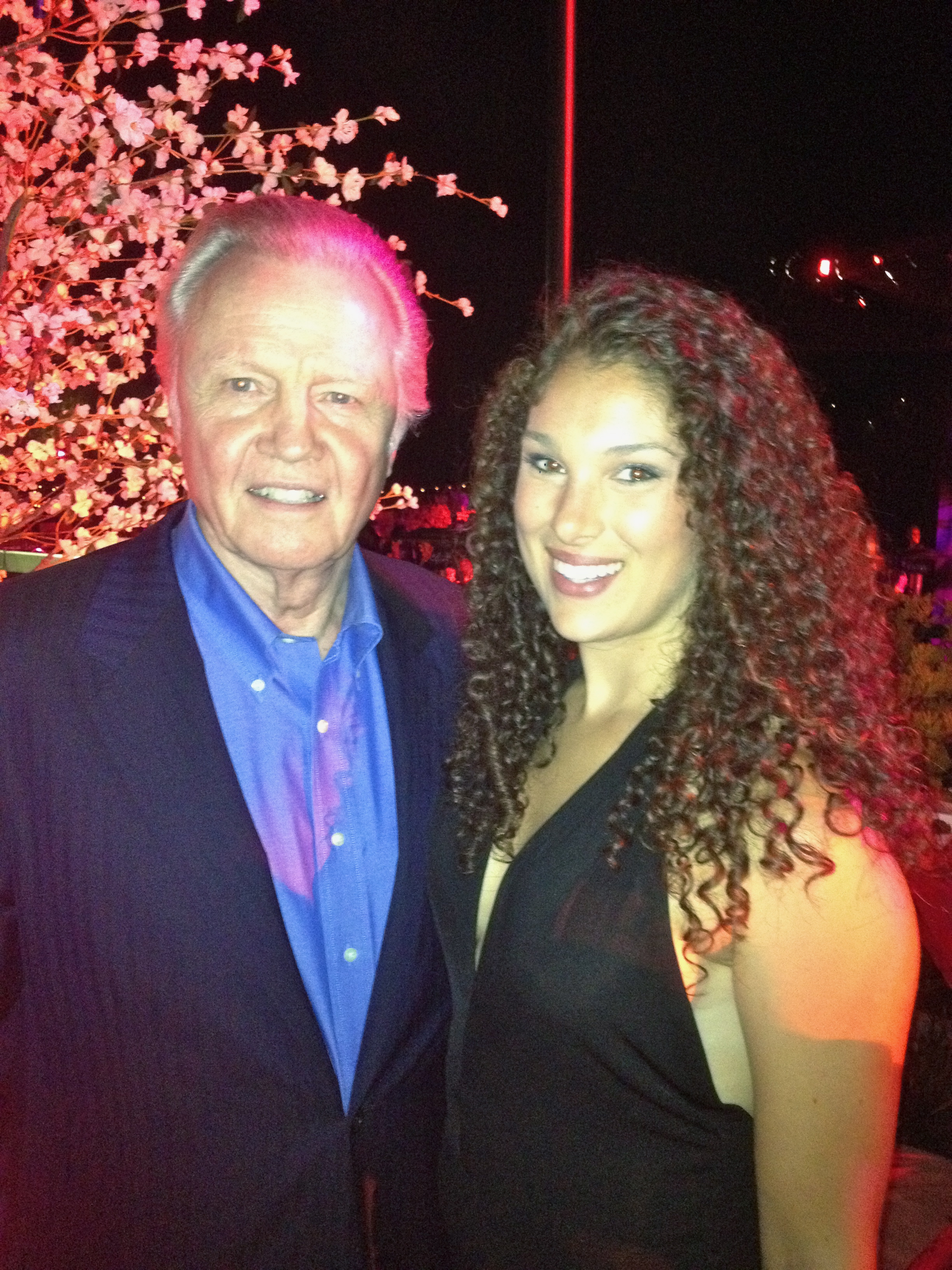
S Kristinou Santa
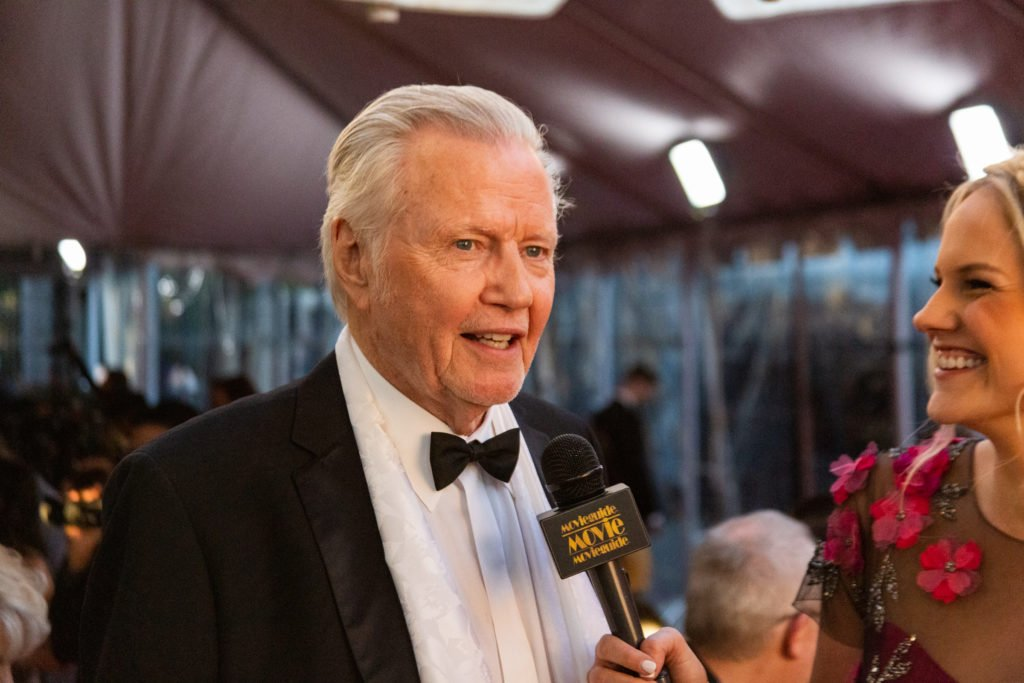
Rozhovor
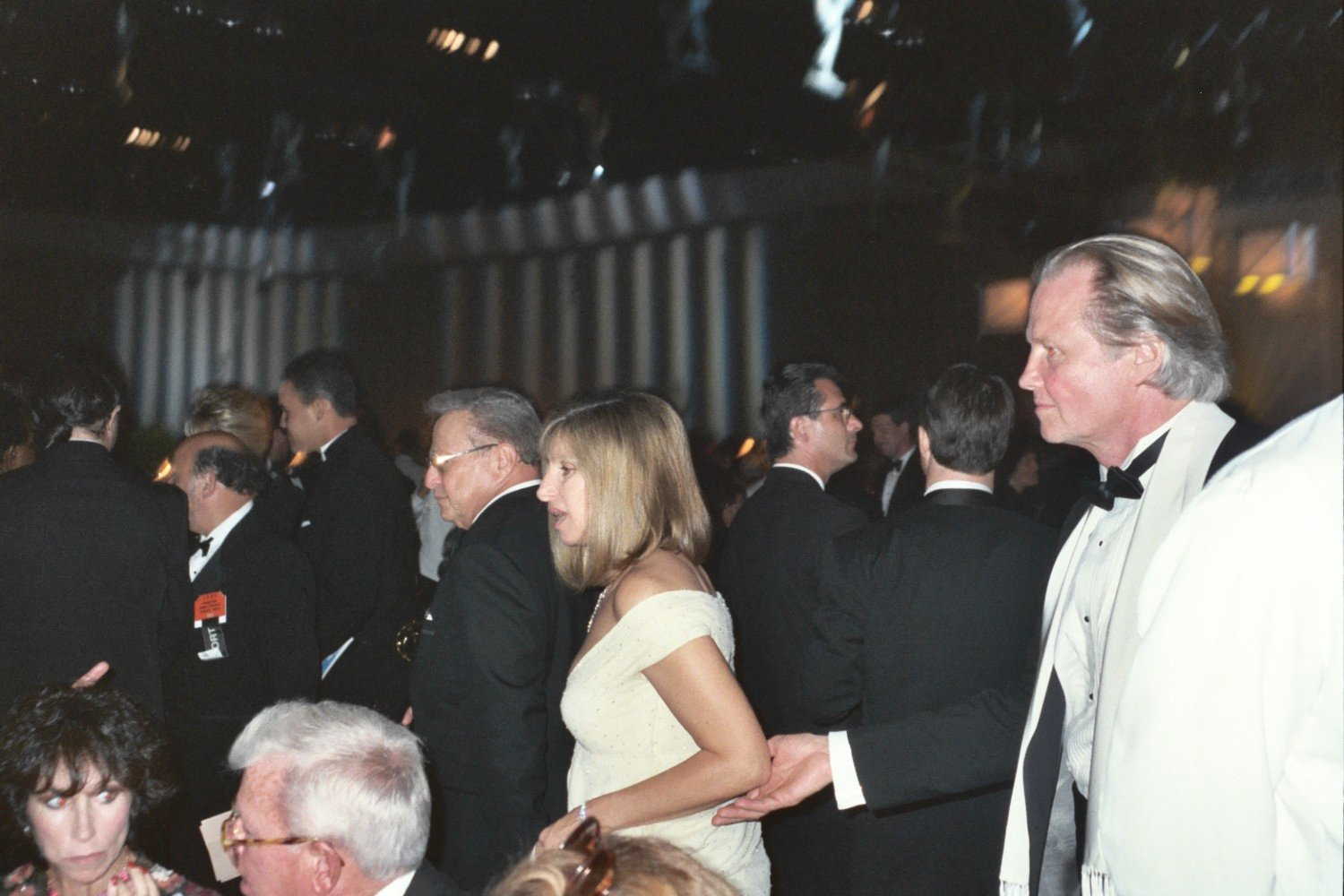
S Barbrou Streisandovou
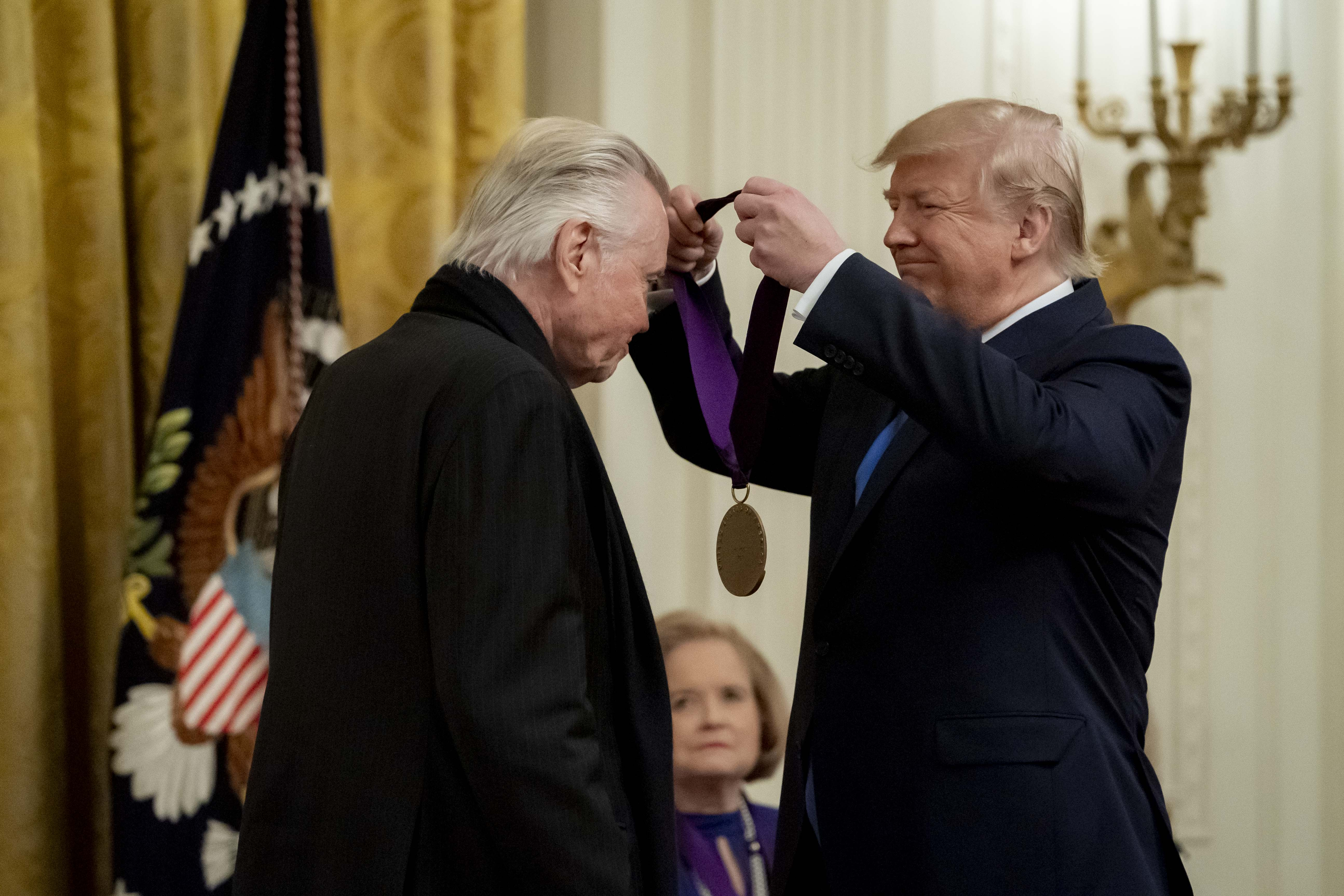
Přebírání medaile od Donalda Trumpa